# رامون انریکز
رامون انریکز (انگلیسی: Ramón Enríquez؛ زادهٔ ۱۹ آوریل ۲۰۰۱) بازیکن فوتبال اهل اسپانیا است.
وی همچنین در تیم‌های ملی فوتبال زیر ۱۷ سال اسپانیا، زیر ۱۸ سال اسپانیا، و زیر ۱۹ سال اسپانیا بازی کرده‌است.